# Yohan Le Bourhis
Pour les articles homonymes, voir Le Bourhis.

a Compétitions nationales et continentales officielles uniquement.

Dernière mise à jour le 9 novembre 2022.
Yohan Le Bourhis, né le 14 mars 1994, est un joueur français de rugby à XV évoluant au poste de demi d’ouverture.

## Biographie
Yohan Le Bourhis commence le rugby à Surgères, avant de rejoindre le Stade rochelais en cadets. Il fait partie de la promotion Benoît Dauga 2012-2013 au pôle France de Marcoussis.
En 2014, il rejoint le Biarritz olympique où il fait ses débuts en équipe première et s'impose comme le titulaire au poste d'ouvreur. En juillet 2016, il figure sur la Liste développement de 30 joueurs de moins de 23 ans à fort potentiel que les entraîneurs de l'équipe de France suivent pour la saison 2016-2017. Après trois saisons en Pro D2 ponctuées d'une demi-finale en 2017, il signe en Top 14 au Castres olympique où il participe à la conquête du Bouclier de Brennus. En fin de contrat, il signe à Oyonnax Rugby en 2019. Il est prêté pour la saison 2022-2023 à l'USO Nevers.
Son grand-père René a été international français de rugby à XV au poste de deuxième ligne.

## Palmarès
- Championnat de France de rugby à XV : 
  - Vainqueur 2018